# Эскадренные миноносцы типа V-116
Эскадренные миноносцы типа V-116 — тип эскадренных миноносцев, состоявший на вооружении Военно-морского флота Германии в период Первой мировой войны. Всего было заложено 3 эсминца этого типа (все по программе 1916 года).

## Энергетическая установка
На кораблях типа в качестве ГЭУ была установлена паротурбинная ЭУ мощностью 55 300 л. с., состоящая из 2 турбин и 4 военно-морских нефтяных двухсторонних котлов. Максимальные запасы топлива на эсминцах типа составляли 660 тонн нефти.

## Вооружение
Миноносцы вооружались 4х1 150-мм орудиями. Торпедное вооружение эсминцев состояло из 4 600-мм торпедных аппаратов и 40 мин заграждения.

## Список миноносцев типа
| Название | Дата закладки | Дата спуска на воду | Дата вступления в состав флота           | Примечания |
| -------- | ------------- | ------------------- | ---------------------------------------- | ---------- |
| V-116    | 1916          | 3 марта 1918        | 31 июля 1918                             |            |
| V-117    | 1916          | 4 мая 1918          | не достроен (разобран в 75 % готовности) |            |
| V-118    | 1916          | 6 июля 1918         | не достроен (разобран в 60 % готовности) |            |